# جیمز رنل
سرگرد جیمز رنل (به انگلیسی: James Rennell) (زاده ۳ دسامبر ۱۷۴۲-درگذشته ۲۹ مارس ۱۸۳۰) جغرافی دان انگلیسی، مورخ و یکی از پیشگامان اقیانوس نگاری بود.

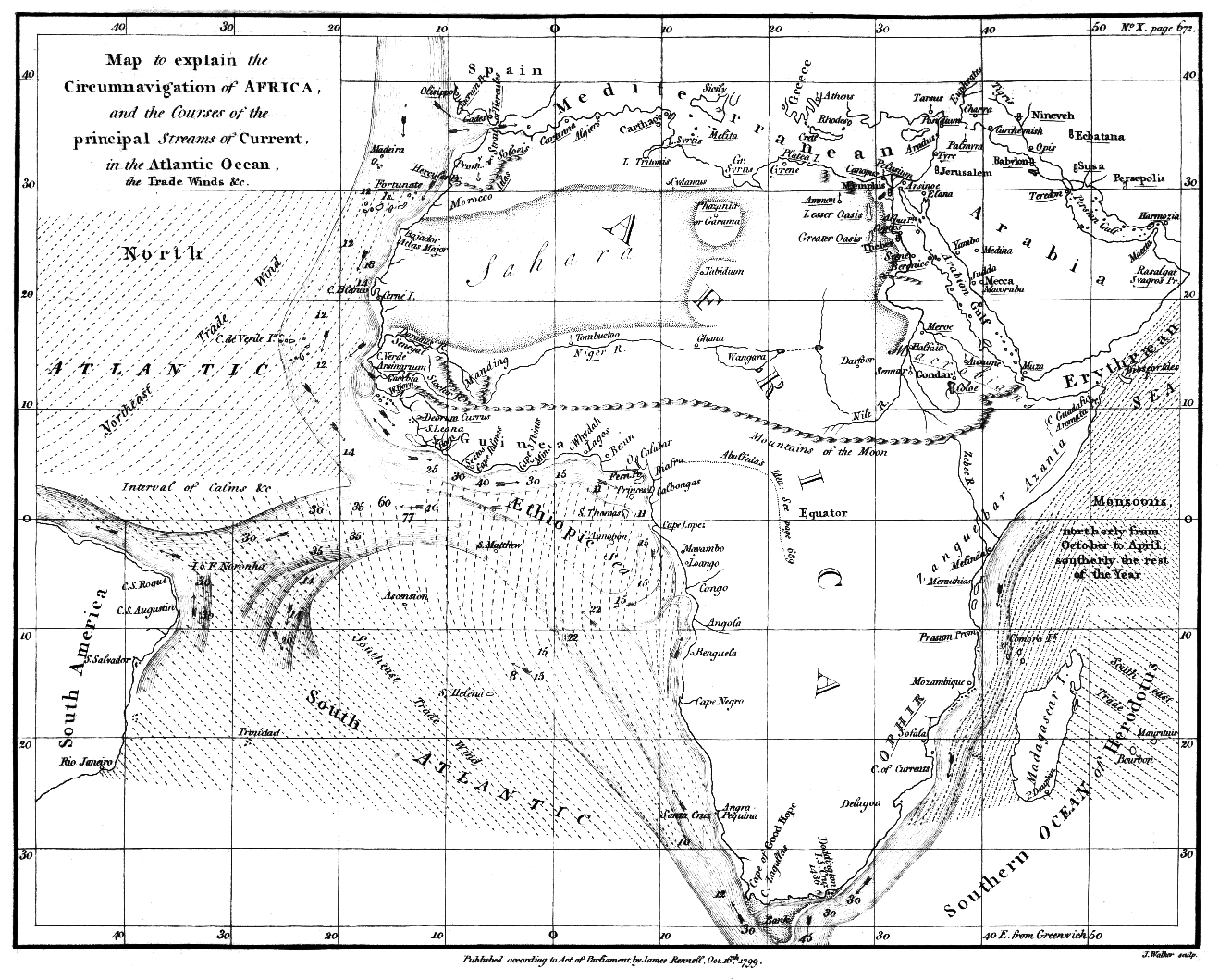
نقشه کشیده شده توسط جیمز رنل در سال ۱۷۹۹

## نگارخانه

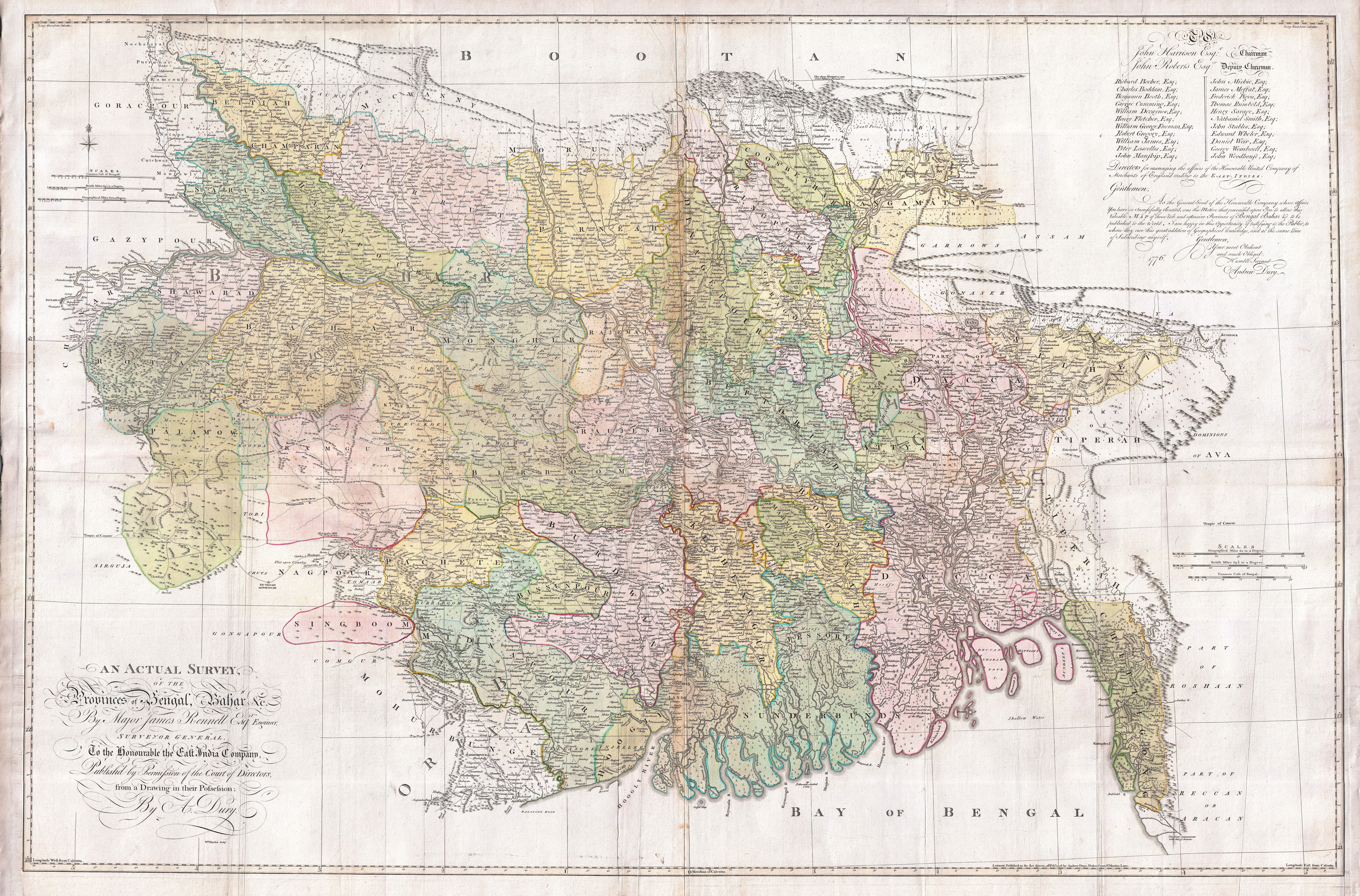
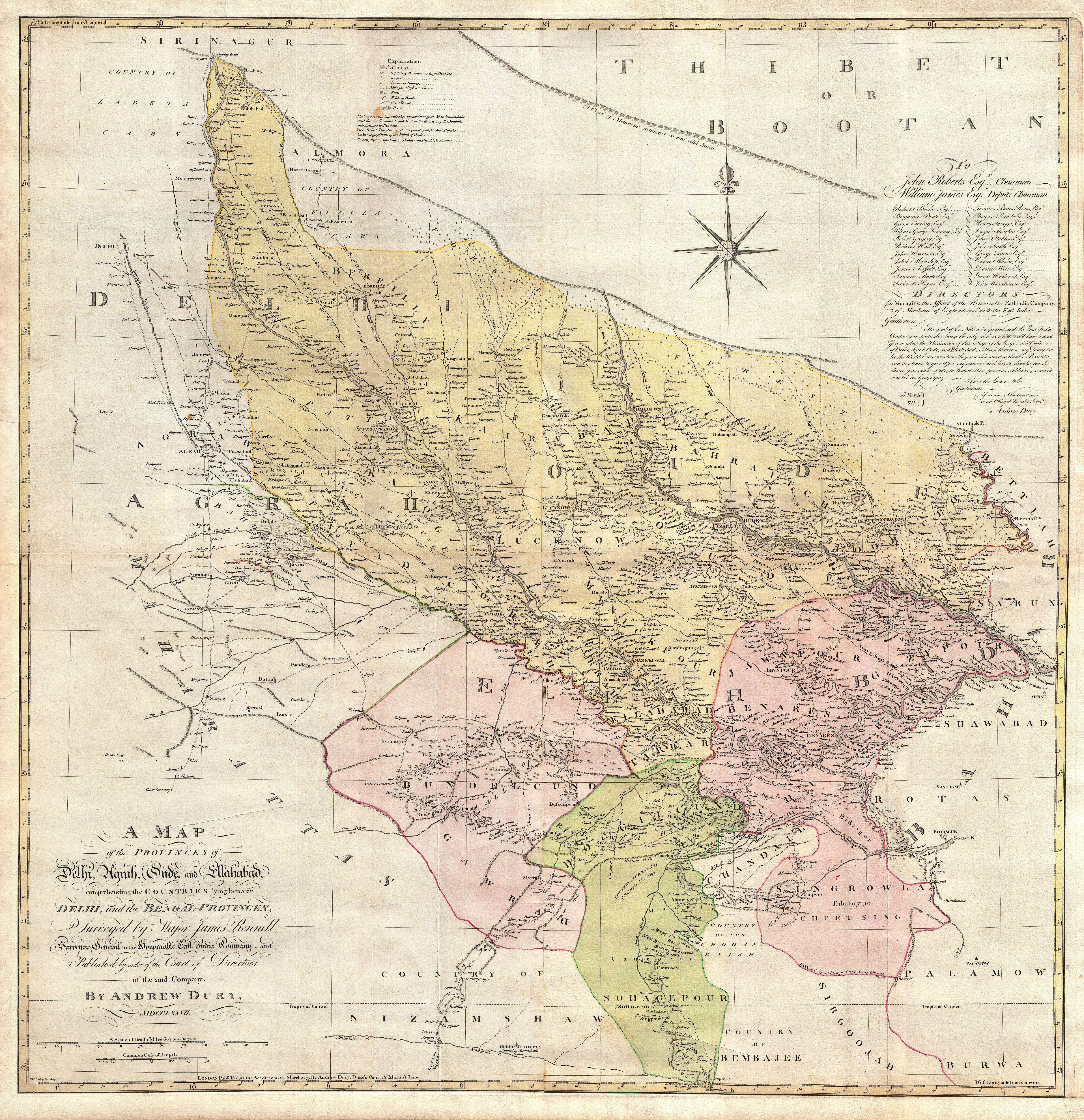
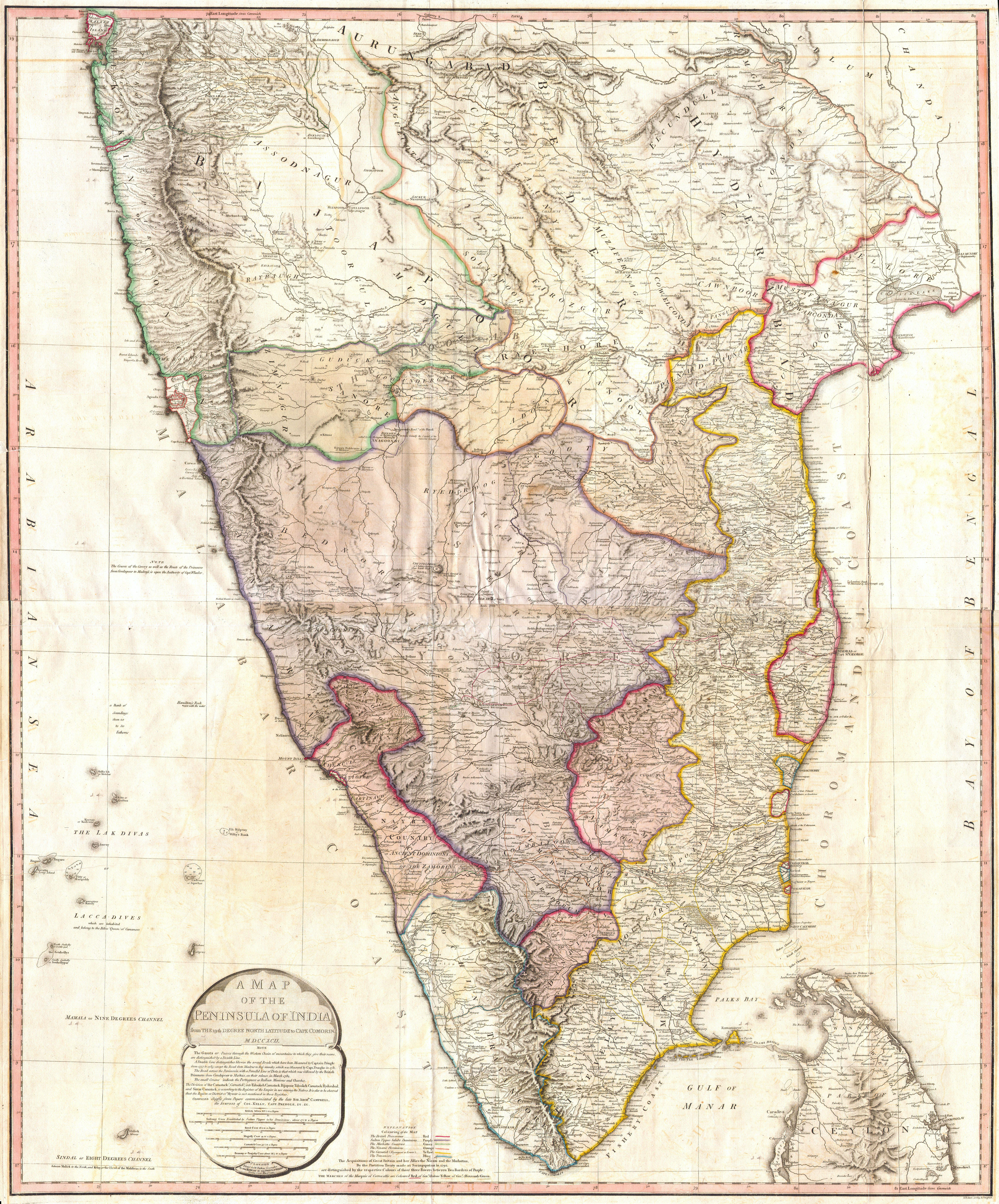
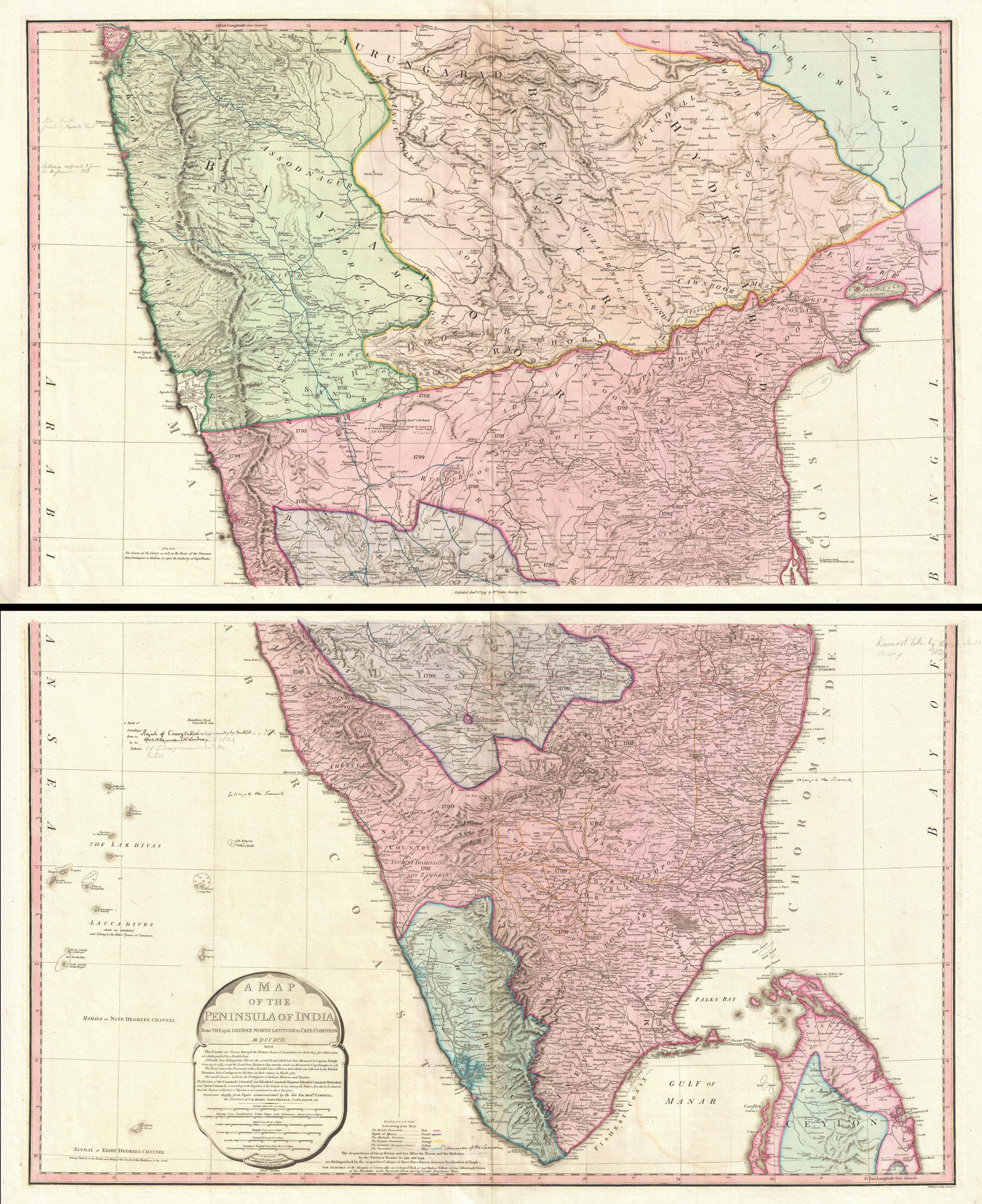